# Procamelus
Procamelus — вимерлий рід верблюдів, ендемічний для Північної Америки. Він жив з середнього до пізнього міоцену 16,3—5,3 млн років тому, існував приблизно 11 мільйонів років. Назва походить від грецького πρό, що означає «перед» або означає пріоритет порядку, та κάμελος («верблюд»), що означає «передверблюд», «ранній верблюд» або «верблюд-попередник».
Він мав довгі ноги, призначені для швидкості, і був близько 1,3 метра заввишки в плечах, трохи менший за сучасну ламу. На відміну від сучасних верблюдових, у нього була пара маленьких різців у верхній щелепі. Решта зубів були великими та пристосованими для поїдання твердої рослинності. Форма пальців ніг свідчить про те, що він мав подушечки для лап, як і сучасні верблюди, на відміну від ранніх форм верблюдових, які зазвичай мали копита. Це допомагало йому ходити по відносно м'якій землі.